# Sobór św. Mikołaja w Râmnicu Vâlcea
Sobór św. Mikołaja – prawosławna cerkiew w Râmnicu Vâlcea, katedra eparchii Râmnic Rumuńskiego Kościoła Prawosławnego.

## Historia
Pierwsza cerkiew na miejscu współcześnie istniejącej została wzniesiona w latach 1576–1586 z inicjatywy miejscowego biskupa Michała II. Budynek ten całkowicie zburzyli Turcy w czasie wojny z Austrią w 1735. Obiekt sakralny odbudował w latach 1739–1749 biskup Klemens; świątynia przetrwała do wielkiego pożaru w 1847. Trzeci sobór w Râmnic wzniósł miejscowy biskup Kalinik w latach 1851–1856. Pracami kierowali ci sami architekci, którzy pod kierunkiem biskupa Kalinika pracowali wcześniej w monasterach Cernica, Pasărea oraz Frăsinei.
Budowla została wyremontowana w okresie sprawowania urzędu biskupa Râmnic przez Gerazyma (Cristeę).

## Architektura
Cerkiew wzniesiono w stylu tradycyjnym dla rumuńskiego budownictwa sakralnego. Jest to budowla trójdzielna, na planie krzyża, z dwiema wieżami i kopułą.
Freski w świątyni wykonał Gheorghe Tattarescu w stylu neorenesansowym. W przedsionku wykonał on portret biskupa Kalinika, którego był wielkim admiratorem. W tej samej części cerkwi znajduje się kamień z inskrypcją informującą o okolicznościach budowy obiektu. Drewniany ikonostas świątyni bogato zdobiony jest motywami roślinnymi. W witrażach w nawie głównej widoczne są postacie św. Grzegorza Teologa i św. Sofroniusza, patriarchy Jerozolimy, oraz sceny Narodzenia Pańskiego i Zmartwychwstania.
W świątyni wystawione dla kultu są relikwie świętych Karpa, Teodora Stratylatesa i Merkurego.